# Heusden Koers 1997
De 49e editie van de Belgische wielerwedstrijd Heusden Koers werd verreden op 12 augustus 1997. De start en finish vonden plaats in Heusden. De winnaar was Gert Vanderaerden, gevolgd door Eric De Clercq en Christophe Detilloux.

## Uitslag
| Heusden Koers 1997 |                      |                                  |           |
| Plaats             | Naam                 | Ploeg                            | Tijd      |
| Winnaar            | Gert Vanderaerden    | Palmans-Lystex                   | + 3u49'0" |
| 2                  | Eric De Clercq       | Collstrop-Zeno-Protect-Clean Off | + 3"      |
| 3                  | Christophe Detilloux | Lotto-Mobistar                   | + 10"     |

1929 · 1930-1935 · 1936 · 1937 · 1938 · 1939 · 1952 · 1953 · 1954 · 1955 · 1956 · 1957 · 1958 · 1959 · 1960 · 1961 · 1962 · 1963 · 1964 · 1965 · 1966 · 1967 · 1968 · 1969 · 1970 · 1971 · 1972 · 1973 · 1974 · 1975 · 1976 · 1977 · 1978 · 1979 · 1980 · 1981 · 1982 · 1983 · 1984 · 1985 · 1986 · 1987 · 1988 · 1989 · 1990 · 1991 · 1992 · 1993 · 1994 · 1995 · 1996 · 1997 · 1998 · 1999 · 2000 · 2001 · 2002 · 2003 · 2004 · 2005 · 2006 · 2007 · 2008 · 2009 · 2010 · 2011 · 2012 · 2013 · 2014 · 2015 · 2016 · 2017 · 2018 · 2019 · 2020 · 2021 · 2022 · 2023